# Facoexéresis
La Facoexéresis es una técnica quirúrgica que se utilizaba para el tratamiento de  la catarata y consistía en la ablación o extracción del cristalino completo en una sola pieza. 
Esta técnica no se usa ya en ningún hospital, ya que la incisión que se tenía que realizar en la córnea era muy amplía, lo cual incrementaba el tiempo de cicatrización, el riesgo de infección y el uso de sutura.
Hoy en día se usa la técnica de la facoemulsificación, que rompe el cristalino y lo aspira en trozos mucho más pequeños. Con esta técnica, el uso de sutura es innecesario.